# Sloane – Die Gewalt im Nacken
Sloane – Die Gewalt im Nacken (Originaltitel: Sloane) ist ein US-amerikanischer Actionfilm aus dem Jahr 1985 von Dan Rosenthal, der gemeinsam mit David Feder auch für die Produktion zuständig war und von Richard Belding bei der Regie unterstützt wurde. Die titelgebende Hauptfigur des Philip Sloane wird von Robert Resnick verkörpert.

## Handlung
Phillip Sloane ist ein ehemaliger Vietnamkrieg-Veteran und galt als der beste Mann einer Spezialeinheit. Er zeichnete sich als tödlicher und zäher Einzelkämpfer und erfahrener Hubschrauber-Pilot aus. Nach Ende des Krieges schloss er sich der Polizei an und konnte Ruhm als Kampfkünstler gewinnen. Nun schlägt er sich als Söldner durch und übernimmt gefährliche Missionen gegen hohe Bezahlungen. Sein neuester Auftraggeber ist der Millionär Albert Tracy, der Sloane beauftragt, den Mord an seinem Schwiegersohn Richard Thursby aufzuklären und seine Tochter Janice, die in Manila verschwunden ist, wiederzufinden.
Als Unterstützung gesellen sich sein alter Freund Pete Saimi und Richards Schwester Cynthia Thursby, die er Cindy nennt, zu ihm. Cynthia rettet er kurz vor ihrer Begegnung vor einer Vergewaltigung. Mit ihr gestaltet sich die Arbeit für Sloane als schwierig und die beiden bilden erst nach Misserfolgen ein Team. Während erster Ermittlungen findet Sloane heraus, dass Janice Thursby entführt wurde. Drahtzieher ist Chan Se, ein mächtiger Bandenboss einer asiatischen Gangster-Organisation. Sloanes vermeintlicher Freund Pete arbeitet eben für diesen und führt Sloane und Cynthia auf falsche Fährten und so geraten die beiden in einige Mordversuche, unter anderen wird ihnen ins Auto eine Königskobra gelegt, die Sloane allerdings durch einen gezielten Biss in den Kopf töten kann.
Sloane ist trotz der Situation offen, auch am Nachtleben in Manila teilzunehmen und lädt Pete in ein Etablissement ein, wo Petes Schwester Naili auf Sloane wartet und ihn verführt. Am nächsten Tag suchen sie eine Bar auf, wo sie aber keine Auskunft erhalten. Die Reifen ihres Autos wurden währenddessen zerstört, sodass sie wertvolle Zeit verlieren. In ihrem Hotelzimmer installieren sie zwei Schaufensterpuppen auf eine Mobileisenbahn in Fensternähe. Die Gangster, die sie observieren, werden damit irritiert, Sloane und Cynthia befänden sich noch im Zimmer.
Schließlich entscheidet Sloane mit Gewalt sein Ziel zu erreichen. Bewaffnet stürmt er die Bar, wo er Tage zuvor bereits falsche Informationen erhielt und nur knapp einem Attentat entkam, und kann nach Schusswechseln mit Kriminellen, die in der Bar sitzen, den Barkeeper zur Kooperation bewegen. Dieser hat von einem Höhlensystem im Dschungel erfahren, wo die Gefangenen vermutlich untergebracht sind. Gemeinsam mit dem Informanten, Pete und Cynthia stürmt er die Höhle, in dessen Nähe ein Helikopter, ein RP-C956, steht. Tatsächlich treffen sie auf Janice und einen weiteren Gefangenen. Während des folgenden Schusswechsels mit um die 20 Lakaien von Chan Se offenbart Pete sich als Verräter und kommt im Kampf um. Der vor den Höhlen wartende Barkeeper wird von Chang Se erschossen. Sloane schafft es, die befreiten Gefangenen und Cynthia in den Helikopter zu retten und in die Stadt zu fliegen.
Nach einem Gespräch mit der örtlichen Polizei, die sich bisher als inkompetent und scheinbar korrupt präsentierte – sie wollen sich persönlich um Chan Se kümmern – steuert Sloane mit dem RP-C956 dessen Hauptquartier an und bombardiert es, wodurch Chan Se und seine Leute umkommen.

## Produktion
Der Großteil des Films wurde auf den Philippinen, speziell in deren Hauptstadt Manila und der umliegenden Region Metro Manila gedreht. Einige Szenen entstanden im kalifornischen Marina del Rey. Die Dreharbeiten fanden im Mai 1984, während Aufständen gegen Präsident Ferdinand Marcos statt.
Um möglichst professionelle Bandenmitglieder anzuheuern, fragte das Produktionsteam eine Guerillatruppe an, wurde allerdings von dieser beschossen. Während der Dreharbeiten wurden die Pässe des Teams konfisziert. Das veranlasste eine der Hauptdarstellerinnen und einen Drehbuchautoren das Land in die USA zu verlassen. Sie wurden allerdings am Flughafen vom Rest des Teams abgefangen und zum Weitermachen gezwungen. Regisseur Richard Belding setzte sich nach Südafrika ab und Dan Rosenthal übernahm die Regie und schrieb große Teile des Drehbuchs um. Während der Dreharbeiten wurden mehrere Requisiten entwendet, Cast und Crew litt unter schweren Sonnenbränden und gerieten teilweise unter den Verdacht des Drogenschmuggels.
Am 31. Januar 1985 erschien der Film in der Bundesrepublik Deutschland. Der Film fand in den USA keinen Filmverleih für eine Kinoaufführung und erschien daher lediglich in der Türkei und in Deutschland für kurze Zeit im Kino. Thomas Danneberg, Stammsprecher von Arnold Schwarzenegger, Sylvester Stallone und Terence Hill lieh in der deutschsprachigen Filmfassung Sloane seine Stimme.

## Hintergrund
Drei Jahre vor der Veröffentlichung von Sloane – Die Gewalt im Nacken feierte Sylvester Stallone mit Rambo einen internationalen Erfolg. Der von ihm verkörperte John Rambo ist ebenfalls ein ehemaliger Vietnam-Veteran und findet nach Ende des Krieges keinen Arbeitsplatz oder beständigen Lebensalltag. Auch er fällt in alte Gewohnheiten zurück. 1985 erschien mit Rambo II – Der Auftrag eine Fortsetzung, die ihn erneut in den Vietnam verschlägt. Sloane kann aufgrund eines ähnlichen Hintergrundes des Hauptcharakters als Mockbuster zum Rambo-Film gesehen werden.
Neben ihrer Rolle als Naili Saimi verkörperte Carissa Carlos im Film Die 9 Leben der Ninja aus demselben Jahr eine weitere Filmrolle. Schauspieler Arthur Sacks war als Albert Tracy in seiner bisher einzigen Filmrolle zu sehen.

## Rezeption
„Ein plumper  Actionfilm mit dünner Handlung, schwachen Darstellern und einer zweifelhaften Botschaft; handwerklich miserabel.“

## Trivia
- Am 3. September 2021 präsentierten Oliver Kalkofe und Peter Rütten Sloane auf Tele5 in der Reihe Die schlechtesten Filme aller Zeiten, besser bekannt unter dem Kürzel SchleFaZ.